# Esteban Gabriel Merino
Esteban Gabriel Merino, conocido por los italianos como Stefano Gabriele Merino, il Spagnolo (Santisteban del Puerto, ca. 1472-Roma, 28 de julio de 1535) fue un cardenal español que ocupó los cargos de arzobispo de Bari (1513-1535), obispo de León (1517-1523), obispo de Jaén (1523-1535) Patriarca de las Indias Occidentales (1530-1535) y obispo de Gaeta (1535).

## Biografía
Su familia procedía de León y llegó a la población gienense debido a que su padre era soldado en las tropas del conde de Santisteban para servir al rey de Castilla en sus luchas contra los moros de Granada.
Huérfano de padre muy joven, fue instruido por un sacerdote que le aconsejó su marcha a Roma, donde viajó en 1490 a estudiar Teología; allí sirvió modestamente con el sobrenombre de Gabrielleto a varios cardenales que luego se maravillaron de su gran carrera cortesana; estuvo después once años en las milicias de los famosos tercios de España, participando en las campañas de Flandes y Alemania entre los años 1492 y 1496. En 1507 es arcediano de la catedral de Baza.

### Obispo
Sus contemporáneos italianos no dejaban de admirarse ante sus humildes orígenes y su fulminante carrera eclesiástica y diplomática, en la que le fueron encomendados los más difíciles asuntos. El papa León X le nombra en 1513 arzobispo de Bari y en 1517 obispo de León. Su intervención en la Guerra de las Comunidades a favor del bando a la postre vencedor fue decisiva en muchos aspectos (véase: revuelta del 3 de febrero de 1522) y le valió la amistad y protección de Carlos V, formando parte del grupo de presión erasmista en que estaban los hermanos Juan y Alfonso de Valdés; asimismo trató con el gran escritor cortesano fray Antonio de Guevara, a quien le hizo algún favor; el franciscano correspondió dedicándole una de sus Epístolas familiares.
Cuando el papa Clemente VII lo nombra obispo de Jaén en 1523, la catedral de esta ciudad amenazaba ruina, así que pidió al papa que concediera una bula para conseguir donaciones para su reedificación. Una vez promulgada la bula, contrató al arquitecto Andrés de Vandelvira para llevar a cabo las obras de la Catedral de Jaén.

### Cardenal
En el consistorio de 1533 se le concede por el mismo papa el título de cardenal de San Vital, que poco después cambió por el de San Juan y San Pablo. En tal condición ofició como representante de los intereses del emperador Carlos V, en sustitución del cardenal García de Loaysa y Mendoza, que había regresado a España. Participó en el cónclave de 1534 en que fue elegido Paulo III y en 1535 fue nombrado obispo de Gaeta y administrador apostólico de Bovino.  
Fue un gran defensor de Erasmo.
Fallecido en Roma a los 63 años de edad, recibió sepultura en Santiago de los Españoles de esta misma ciudad, pero cuando esta iglesia fue vendida en el siglo XIX, sus restos fueron trasladados a la de Santa María de Montserrat de los Españoles.
| Predecesor: Marino Grimani               | Cardenal de San Vital 1533 - 1534              | Sucesor: Juan Fisher                                   |
| Predecesor: Willem Enckenwoirt           | Cardenal de San Juan y San Pablo 1534 - 1535   | Sucesor: Alfonso de Portugal                           |
| Predecesor: Giovanni Giacomo Castiglione | Arzobispo de Bari 1513 - 1535                  | Sucesor: Girolamo Grimaldi (administrador apostólico)  |
| Predecesor: Luis de Aragón               | Obispo de León 1517 - 1523                     | Sucesor: Pedro Manuel                                  |
| Predecesor: Diego de Gayangos            | Obispo de Jaén 1523 - 1535                     | Sucesor: Alejandro Farnesio (administrador apostólico) |
| Predecesor: Antonio de Rojas Manrique    | Patriarca de las Indias Occidentales 1530-1535 | Sucesor: Fernando Niño                                 |
| Predecesor: Tomás Cayetano               | Obispo de Gaeta 1535                           | Sucesor: Pedro Flores                                  |